# Macrobius

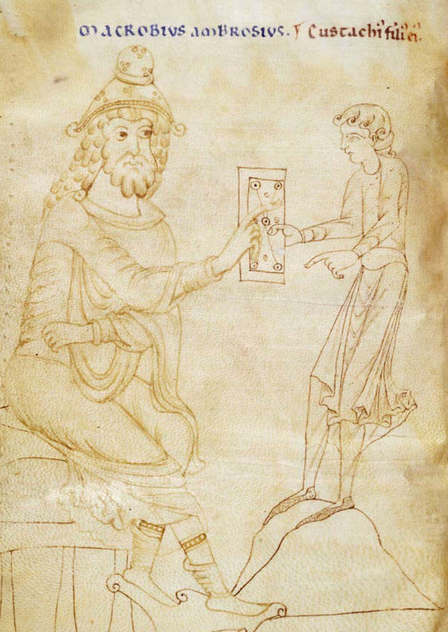
Macrobius dává svoji knihu synu Eustachovi (Italský rukopis, kolem 1100)

Ambrosius Theodosius Macrobius byl římský gramatik a novoplatonský filosof na přelomu 4. a 5. století. Je po něm pojmenován kráter Macrobius na přivrácené straně Měsíce.

## Biografie
O jeho životě je málo známo, snad je totožný s Macrobiem, prefektem ve Španělsku roku 399, prokonsulem v Africe 410 a kancléřem. Jen z jeho jména lze soudit, že byl křesťanem.

## Dílo
Rámcem jeho hlavního díla, Saturnália, psaného pro syna Eustachia formou symposia, je debata o svátku Saturnálií. Obsah je věnován hlavně Vergiliovi, jeho názorům, stylu, srovnání s Homérem a podobně. Hlavními citovanými autoritami jsou Aulus Gellius, Seneca a Plútarchos, kteří však nejsou jmenováni. Kniha obsahuje množství velmi zvláštních myšlenek a úvah, které dávají nahlédnout do novoplatonismu 4. století.
| „            | Ovšemže otroci, ale jsou to lidé. | “ |
| — Saturnalia |                                   |   |

| „            | Dobré zákony vznikají ze špatných činů. | “ |
| — Saturnalia |                                         |   |

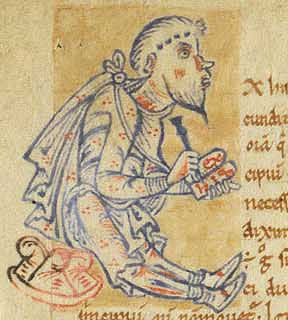
Iniciála E, píšící muž je patrně Macrobius (Francouzský rukopis, kolem 1150)

Další dílo, komentář ke Snu Scipionovu, jak jej vypráví Cicero, je zajímavé hlavně tím, že obsahuje diskusi dobových kosmologických názorů, na něž pak navazovali středověcí autoři. Země, globus terrae, je zde představena jako koule vůči ostatnímu Vesmíru nepatrná, která leží uprostřed ostatních sfér. Následující obrázky jsou z rukopisu Commentarii in somnum Scipionis, patrně francouzského původu, kolem 1150.

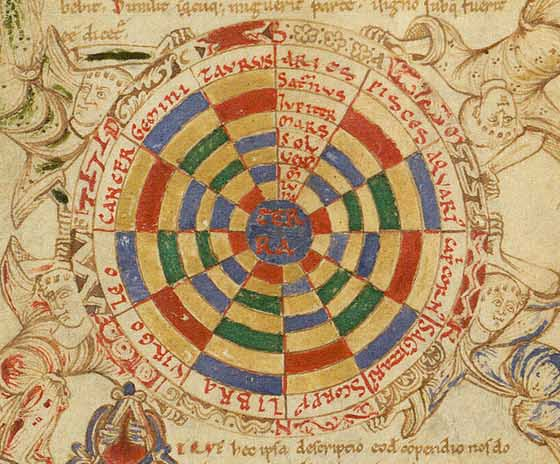
Vesmír: Země uprostřed mezi sedmi planetami a znameními Zvířetníku.
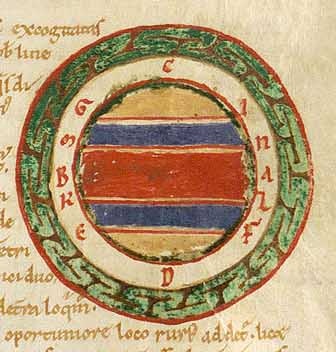
Pět klimatických pásem Země: mrazivé označeno žlutě, mírné modře a suché červeně.
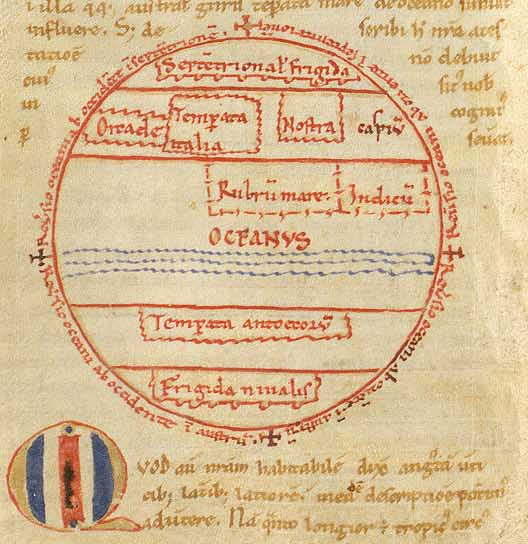
Náčrtek s obydlenou severní částí, kterou od protinožců odděluje oceán na rovníku.
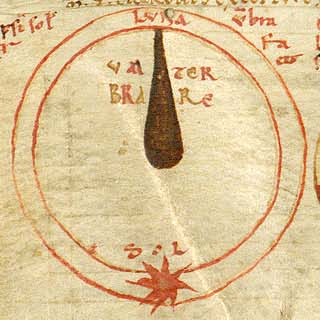
Diagram zatmění Měsíce.
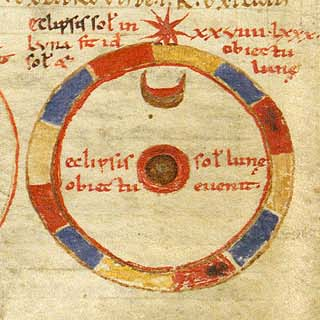
Diagram zatmění Slunce.